# ألينا رودريغيز
ألينا رودريغيز هي ممثلة كوبية، ولدت في 4 أكتوبر 1951 بهافانا في كوبا، وتوفيت بنفس المكان في 27 يوليو 2015 بسبب سرطان. عملت في الأفلام والمسلسلات التلفزيونية والمسرح لأكثر من ثلاثة عقود.

## وصلات خارجية
- ألينا رودريغيز على موقع IMDb (الإنجليزية)
- ألينا رودريغيز على موقع قاعدة بيانات الفيلم (الإنجليزية)